# I Feel Like Playing
I Feel Like Playing är Ronnie Woods sjunde studioalbum, utgivet 2010. Skivan gästas bland annat av Slash och Bobby Womack.

## Låtlista
1. "Why You Wanna Go and Do a Thing Like That For" (Ronnie Wood) – 5:28
2. "Sweetness My Weakness" (Ronnie Wood/Bernard Fowler) – 5:46
3. "Lucky Man" (Ronnie Wood/Eddie Vedder/Paul Hyde/Bob Rock) – 5:03
4. "I Gotta See" (Ronnie Wood/Bernard Fowler) – 3:44
5. "Thing About You" (Ronnie Wood/Billy Gibbons) – 4:33
6. "Catch You" (Ronnie Wood/Bernard Fowler/Paul Hyde/Bob Rock) – 4:05
7. "Spoonful" (Willie Dixon, arr.: Ronnie Wood/Bernard Fowler) – 5:35
8. "I Don't Think So" (Ronnie Wood) – 5:02
9. "100%" (Ronnie Wood/Bernard Fowler) – 4:56
10. "Fancy Pants" (Ronnie Wood/Bernard Fowler) – 5:26
11. "Tell Me Something" (Ronnie Wood) – 3:20
12. "Forever" (Ronnie Wood) – 4:45

## Medverkande
Musiker
- Ronnie Wood – sång, gitarr, basgitarr (spår 5), munspel (spår 10), keyboard (spår 2)
- Bernard Fowler – bakgrundssång (spår 2, 3, 5, 6, 8, 9, 11), sång (spår 4, 7, 12)
- Blondie Chaplin – bakgrundssång (spår 3, 5, 8)
- Bobby Womack – bakgrundssång (spår 3, 5, 8, 12)
- Kevin Gibbs – bakgrundssång (spår 11)
- Saranella Bell – bakgrundssång (spår 11)
- Skip McDonald – bakgrundssång (spår 11)
- Darryl Jones – basgitarr (spår 2, 3, 6, 10, 12)
- Flea – basgitarr (spår 1, 4, 7)
- Rick Rosas – basgitarr (spår 8, 9, 11)
- Jim Keltner – trummor (spår 1, 3, 4, 6, 7, 10, 12)
- Johnny Ferraro – trummor (spår 11)
- Steve Ferrone – trummor (spår 2, 5, 8, 9)
- Billy Gibbons – gitarr (spår 4, 5)
- Bob Rock – gitarr (spår 3, 6)
- Slash – gitarr (spår 1, 2, 7, 10, 12)
- Waddy Wachtel – gitarr (spår 8, 9, 11)
- Ian McLagan – keyboard (spår 3, 6, 8, 9, 11)
- Ivan Neville – keyboard (spår 1, 4, 7, 10, 12)

Produktion
- Ronnie Wood – musikproducent
- Eddie Delana, Jun Murakawa, Martin Pradler – ljudtekniker
- Brian Capello, Charlie Paakkari, Doug Tyo, Jimmy Fahey, John Cornfield, Kenny Eisennagel – assisterande ljudtekniker
- Steve Marcussen – mastering